# Nowe Biskupice
Nowe Biskupice (Duits: Neu Bisschofssee) is een dorp in het uiterste westen van Polen. Het ligt op enkele kilometers afstand van de Oder. Het dorp ligt in de gemeente Słubice die op haar beurt weer onderdeel uitmaakt van de powiat Słubicki, in het woiwodschap Lubusz. Tot 1945 had de plaats een Duitse bevolking en hoorde tot de provincie Brandenburg.
Nowe Biskupice heeft ongeveer 120 inwoners.

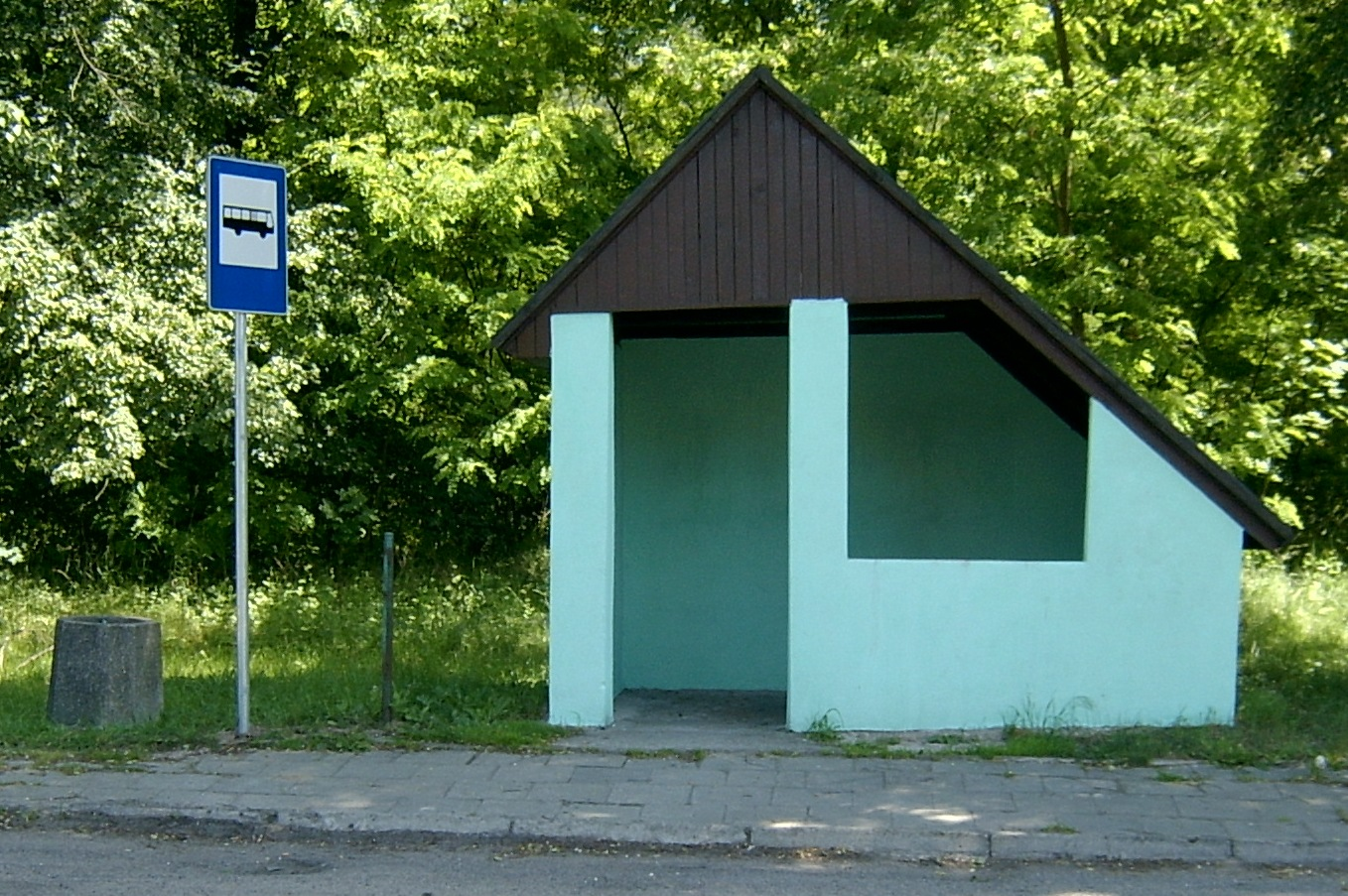
Bushalte in Nowe Biskupice
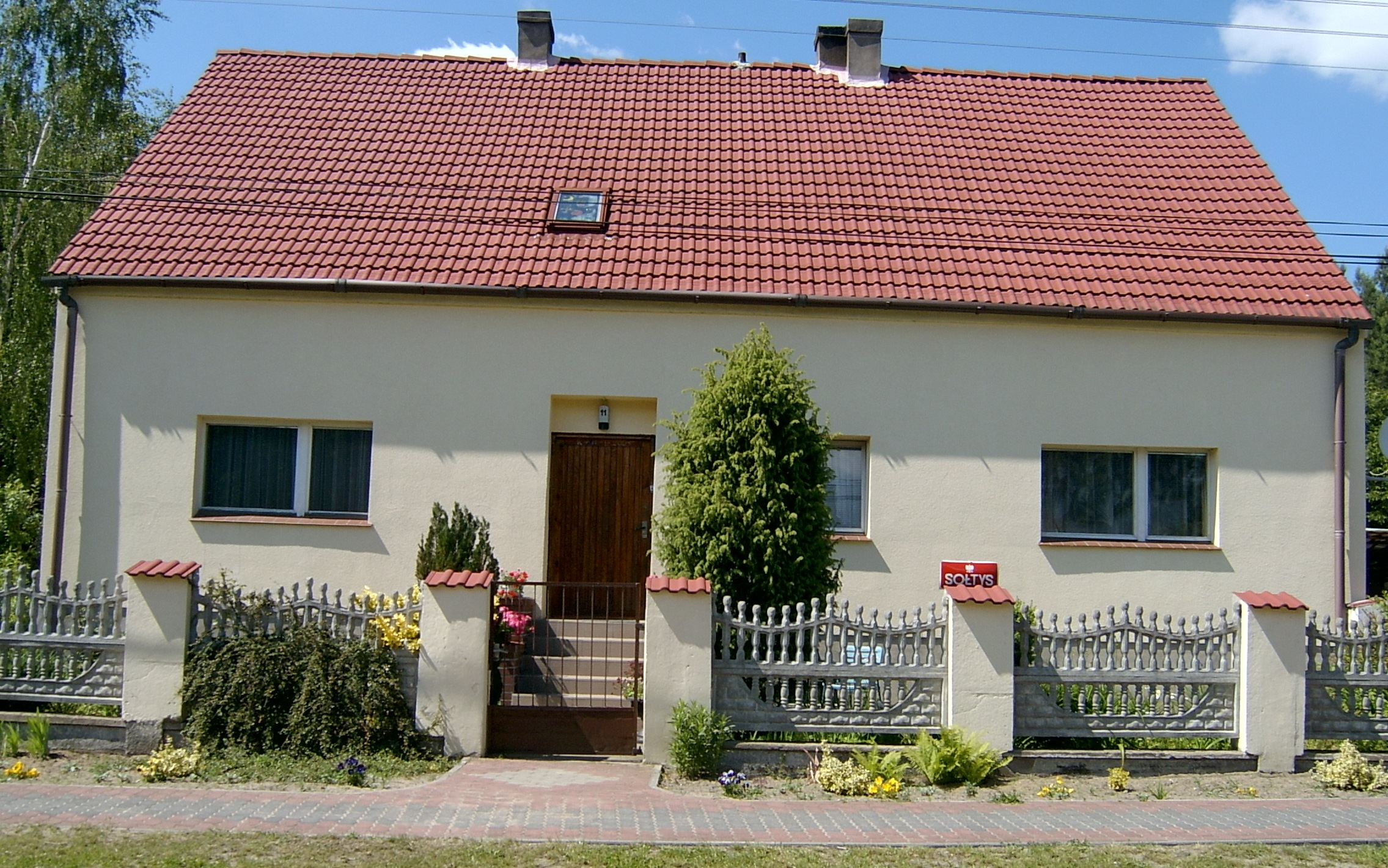
Huis in Nowe Biskupice
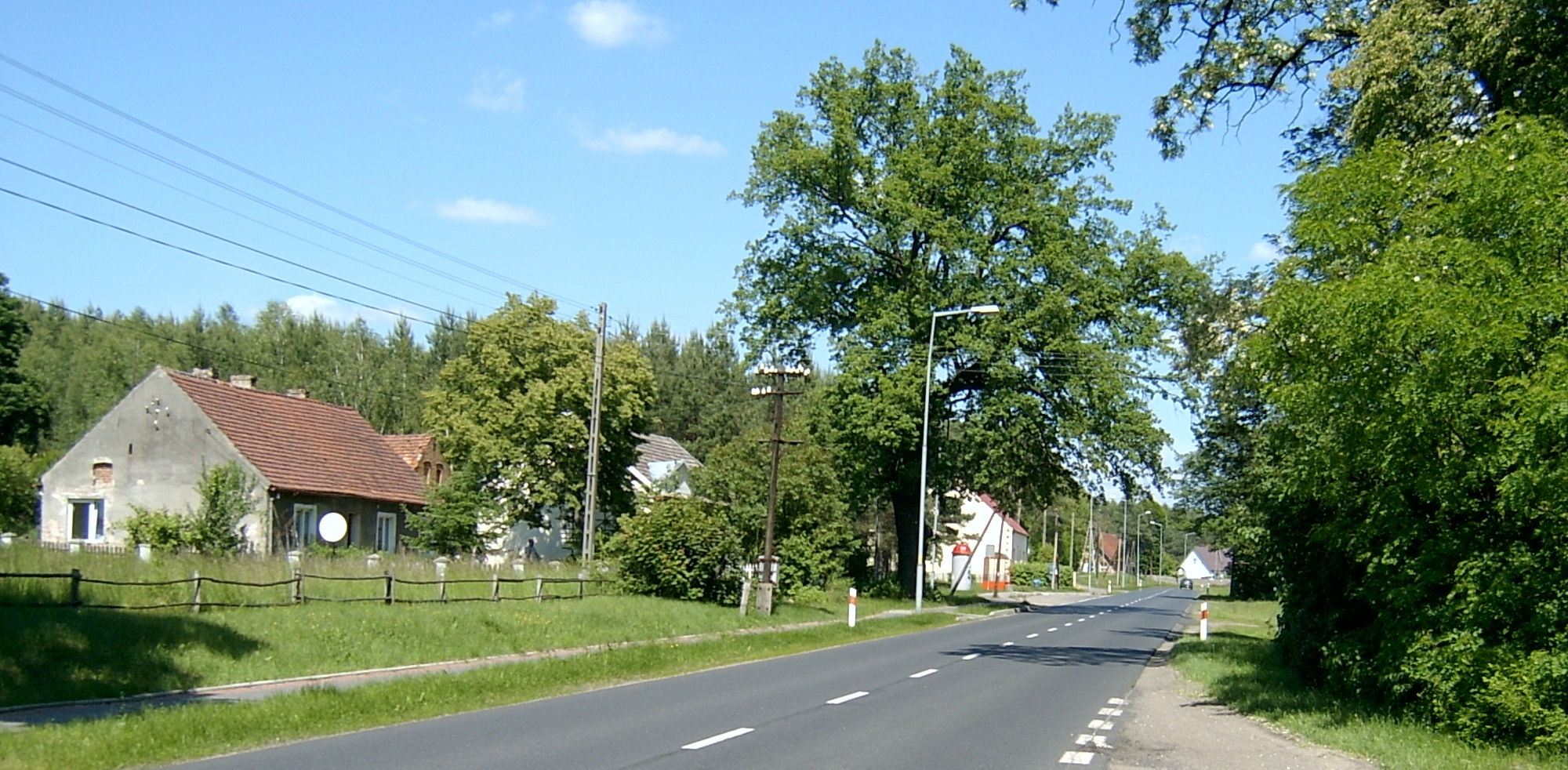
Weg door Nowe Biskupice